# محرك ستيلزر

محرك ستيلزر

محرك ستيلزر هو محرك ذو شوطين يعمل بواسطة اسطوانتين متقابلتين أُقترح تصميمه من قبل المهندس فرانك ستيلزر.
يُستخدم في هذا المحرك مكبسين يرتبطان معًا في نقطة اتصال موحدة في نظام دفع وسحب واحد كما هو موضح في الصورة مما يقلل من عدد الأجزاء المتحركة داخل المحرك ويُسهل من عملية تصنيعه.
ظهر محرك له نفس التصميم علي غلاف عدد فبراير 1969 من مجلة ميكانيكس اليوستراتيد (Mechanix Illustrated).

## طريقة عمله
يُوجد في المحرك غرفتين احتراق وغرفة أخرى مركزية يحدث فيها انضغاط لخليط الغاز والوقود قبل أن يدخل الخليط إلي غرفة الاحتراق.
يتم التحكم في سريان الهواء بين غرفة الانضغاط المركزية وغرفتي الاحتراق بواسطة أذرع المكابس.

## تطبيقات
التطبيقات التخيلية لهذا المحرك تتضمن إدارة كل من:
- ضاغط هواء
- مضخة هيدروليكية
- مولد خطي

## نماذج للمحرك
صُممت بعض نماذج للمحرك في فرانكفورت في عام 1983 وأعلنت شركة أوبل أنها مهتمة بهذا المحرك، وفي عام 1982 أعلنت الحكومة الأيرلندية موافقتها لدفع نصف التكلفة لمصنع في مطار شانون لتصميم وتصنيع تلك المحركات.
صُممت سيارة تعمل بمحرك ستيلزر وتعمل بالنقل الكهربي بواسطة جيرمن موتور في عام 1983 وتم الإعلان عنها.

## روابط خارجية
- U.S. Patent 4٬385٬597 -- Two-Stroke Internal Combustion Engine 1983
- Diagrams of Stelzer engine and linear alternator